# Савромат V
Тиберій Юлій Савромат V (*Τιβέριος Ἰούλιος Σαυροματης, д/н — бл. 370) — цар Боспору в 336/337—341/342 та 359—370 роках.

## Життєпис
Походив з династії Тиберіїв Юліїв. Син Рескупоріда VI (V). У 336 або 337 році став співправителем батька, можливо, повалив свого попередника Рескупоріда VII за допомогою римлян.
Втім, позиції боспорських володарів послабилася після остаточного виведення римських залог з Криму у 338 році. У 341 або 342 році Рескупорід VI і Савромат V зазнали поразки від готів на чолі з королем Германаріхом. Батько Савромата V загинув, а останній врятувався втечею. За іншою версією він також загинув (або його було страчено), ще за однією гіпотезою — визнав зверхність Германаріха, який заново затвердив того царем. Втім, достеменного підтвердження цьому немає.
Про діяльність Савромата V також відомо відповідно до 370 року з праці візантійського імператора Костянтина VII. Тому дослідники припускають, що Савромат V зумів у 359 році повалити царя Рескупоріда VIII (VII), який був васалом готів. Тим самим, можливо, за підтримки римлян або херсонесців, визволив Боспор від готської залежності. Проте незабаром знову визнав залежність Германаріха й став супротивником Римської імперії та Херсонесу.
У 362 році спрямував до римського імператора Юліана з пропозицією миру й союзу, погоджуючись сплачувати імперії данину. Напевне, посольство мало успіх, проте смерть імператора 363 року та боротьба за владу відтермінувала відновлення відносин Боспору з Римом.
До 370 року Савромат V вів війну проти Херсонесу, намагаючись відновити колишні кордони Боспорського царства. Втім у вирішальній битві у місцині Кафа (Caphae), в якій боспорці зазнали поразки. В результаті Савромат V вимушений був погодитися на проведення кордону біля міста Кіммерик, проте зберіг за собою Феодосію.
Загинув близько 370 року під час боротьби з гуннами на чолі з Баламиром в рамках великої війни між готами (сюзеренами Боспору) і гуннським об'єднанням. Наслідував син Савромат VI.
За альтернативною теорією, Савромат володарював у 342—359 роках, його син Савромат VI — 359—370 роках, Рескупорід VIII — 370—391 роках.